# ساختار دستوری
در زبان‌شناسی، ساختار دستوری یا ترکیب دستوری (به انگلیسی: Grammatical construction) هر رشتۀ نحوی از واژگان است بازه‌ای از جملات، تا ساختِ عبارتی (phrasal structures) و حتی تکواژه‌های پیچیدۀ خاص مانند افعال عبارتی انگلیسی.
از ترکیب یا ساختارهای دستوری معروف در زبان فارسی می‌توان به «ترکیب اضافی» و «ترکیب وصفی» اشاره کرد. ترکیب برایی نیز در فارسی و بسیاری زبان‌ها وجود دارد.
ساختارهای دستوری واحد اولیۀ مطالعه در نظریه‌های دستور ساختار را تشکیل می دهند. در دستور ساختار، در دستور شناختی، و در زبان‌شناسی شناختی، ساختار دستوری یک الگوی نحوی است که با محتوای معناشناختی و کاربردشناختیِ مرسوم جفت می‌شود. در چارچوب‌های زایشی، ساختارهای دستوری عموماً به‌عنوان هم‌پدیده‌ای تلقی می‌شوند که از قواعد نحوی کلی زبانِ مورد بحث مشتق شده‌اند.

## فهرست ساختارهای دستوری شناخته‌شده
چندی از ساختارها (فهرست در حال تکمیل است):
- ترکیب اضافی
- ترکیب وصفی
- ترکیب برایی
- افزوده
- موضوع (زبان‌شناسی)
- متمم
- ترکیب مفعول‌دار (ترکیب نمایشگر مفعول)
- گروه اسمی
- گروه حرف اضافه‌ای
- گروه صفتی
- گروه فعلی
- گروه قیدی

## واژه‌نامه
1. ↑  در منابع کهنه واژۀ «ترکیب» برابر با «construction» استفاده می‌شده است، به‌عنوان مثال «ترکیب اضافی» برابر با «Genitive construction» بوده است.
2. ↑  Dative construction
3. ↑  Cognitive grammar
4. ↑  epiphenomenal